# Bicas (ort)
Bicas är en ort i Brasilien.   Den ligger i kommunen Bicas och delstaten Minas Gerais, i den sydöstra delen av landet, 800 km sydost om huvudstaden Brasília. Bicas ligger 638 meter över havet och antalet invånare är 12 683.
Terrängen runt Bicas är kuperad åt nordväst, men åt sydost är den platt. Bicas är det största samhället i trakten.
Omgivningarna runt Bicas är huvudsakligen savann. Runt Bicas är det ganska tätbefolkat, med 67 invånare per kvadratkilometer.